# Erskine Hamilton Childers
Pour les articles homonymes, voir Childers.
Erskine Hamilton Childers, (né le 11 décembre 1905 et décédé le 17 novembre 1974) est un homme d'État irlandais, il est le quatrième président d'Irlande du 25 juin 1973 au 17 novembre 1974.

## Biographie
Il étudie le droit au Trinity College de Dublin.
Il est élu député du Fianna Fáil en 1938, devient secrétaire parlementaire du ministère des affaires locales. En 1951, il devient ministre des Postes et Télégraphes, puis occupe différents autres postes ministériels : ministre des Terres en 1957, ministre des Transports et de l'Énergie en 1959, ministre de la Santé en 1959 et vice-président du gouvernement. Le 30 mai 1973, il est élu président avec une avance de 50 096 voix sur le candidat gouvernemental O'Higgins.
Il meurt d'une thrombose coronaire qui entraîna un arrêt cardiaque. Il reste à ce jour le seul président d'Irlande à mourir en cours de mandat.
Son père Robert Erskine Childers, auteur, fut fusillé le 24 novembre 1922 dans le contexte de la guerre civile qui suivit le traité conduisant à la division de l'Irlande. Opposé à ce traité, il fut capturé par des soldats de l'État libre d'Irlande. Son grand-père, l'orientaliste Robert Caesar Childers, est l'auteur du premier dictionnaire pâli-anglais.
C'est le père de Nessa Childers.